# Alexander Iwanowitsch Galitsch
Alexander Iwanowitsch Galitsch (geboren als Alexander Iwanowitsch Goworow, russisch Александр Иванович Галич (Говоров); * 1783; † 1848) war ein russischer Philosoph und Logiker.

## Leben
Galitsch war Adjunkt-Professor am Sankt Petersburger Pädagogischen Institut. Von 1808 bis 1813 begab er sich für weiterführende Studien nach Deutschland.  Von 1818 bis 1819 erstellte er die Arbeit Geschichte der philosophischen Systeme, für die er nach ihrem Erscheinen der Gottlosigkeit und des Vergehens gegen die Grundlagen des [russischen] Staates beschuldigt wurde. Er wurde daraufhin seines Lehrstuhls enthoben.
Galitsch behandelte in seinen Vorlesungen nicht nur die klassischen syllogistischen Schlussformen, sondern auch Probleme induktiven und analogen Schließens.

## Werke
- История философских систем [Geschichte der philosophischen Systeme] (1819)
- Опыт науки изящного (1825)
- Логика, выбранная A. Галичем из Клейна (1831)
- Картина человека (1834)
- Лексикон философских предметов (1845)